# 阿尔阿马德亚拉贡
阿尔阿马德亚拉贡，是西班牙阿拉贡自治区萨拉戈萨省的一个市镇。 总面积31平方公里，总人口1145人（2001年），人口密度37人/平方公里。